# Cipriano González López
Cipriano González López (Santander, 26 de julio de 1902 - Argentina, 1989) fue un comerciante y político socialista español perteneciente al Frente Popular. Iniciado en la masonería  como “Alonso Quijano” (1931).
Fue el último alcalde de Santander desde el 2 de febrero del año 1937, hasta que el 24 de agosto del mismo año, con motivo de los acontecimientos acaecidos durante la Guerra Civil, tuvo que emigrar en un barco pesquero con dirección a Francia junto con otros altos mandos del Frente Popular, entre los que se encontraba Feliciano Leiza Pedraja. Ambos acabaron exiliados en Argentina.
Vocal de la Comisión Ejecutiva de la Federación Obrera Montañesa, miembro del Comité de Guerra del Frente Popular durante la guerra civil española fue nombrado director general de Comunicaciones en la Junta de Defensa de Santander.
Durante su mandato, el 15 de mayo dictó un bando municipal por el que se autorizaba la construcción de una serie de refugios bajo el suelo de la Plaza del Príncipe y la Porticada de Santander, con el fin de proteger a un máximo de 200 personas en caso de posibles bombardeos durante la guerra. De este hecho se tiene constancia gracias a las excavaciones que se han llevado a cabo en el año 2006, bajo el suelo de la citada plaza.
En mayo de 1938 fue acusado de apoderarse de fondos del Consejo de Santander lo que motivó su expulsión del PSOE y de la UGT.
Hasta la fecha es el último alcalde progresista que ha ocupado el cargo. Durante la dictadura franquista y el actual periodo democrático siempre han ocupado la alcaldía personas vinculadas a formaciones conservadoras. 